# Kevin Hernández (cestista)
Kevin Cristian Hernández (Buenos Aires, 28 marzo 1991) è un cestista argentino.

## Palmarès
- Liga Nacional de Básquet: 2

San Lorenzo: 2020-2021
Quimsa: 2022-2023